# ایمی پالمر
ایمی پالمر (انگلیسی: Aimee Palmer؛ زادهٔ ۲۵ ژوئیهٔ ۲۰۰۰) بازیکن فوتبال اهل بریتانیا است.
از باشگاه‌هایی که در آن بازی کرده‌است می‌توان به باشگاه فوتبال زنان منچستر یونایتد اشاره کرد.
وی همچنین در تیم‌های ملی فوتبال England women's national under-17 football team, England women's national under-19 football team، و England women's national under-21 football team بازی کرده‌است.